# Associazione Calcio Siena 1947-1948
Questa voce raccoglie le informazioni riguardanti l'Associazione Calcio Siena nelle competizioni ufficiali della stagione 1947-1948.

## Rosa
| N. |                   | Ruolo | Calciatore         |
| -- | ----------------- | ----- | ------------------ |
|    | Italia (bandiera) | C     | Felice Arienti     |
|    | Italia (bandiera) | P     | Ascanio Assirelli  |
|    | Italia (bandiera) | C     | Adolfo Bellucci    |
|    | Italia (bandiera) | C     | Roberto Croci      |
|    | Italia (bandiera) | C     | Mario De Grassi    |
|    | Italia (bandiera) | P     | Natale Erbinovi    |
|    | Italia (bandiera) | A     | Enzo Ferrario      |
|    | Italia (bandiera) | A     | Vittorio Ghirlanda |

| N. |                   | Ruolo | Calciatore       |
| -- | ----------------- | ----- | ---------------- |
|    | Italia (bandiera) | C     | Luigi Martelli   |
|    | Italia (bandiera) | C     | Mario Micheli    |
|    | Italia (bandiera) | D     | Alfio Michelucci |
|    | Italia (bandiera) | A     | Ottavio Morgia   |
|    | Italia (bandiera) | A     | Luigi Perugini   |
|    | Italia (bandiera) | A     | Giuseppe Pucci   |
|    | Italia (bandiera) | A     | Nilo Rapaccini   |
|    | Italia (bandiera) | D     | Miro Tremolada   |

## Risultati

### Campionato

#### Girone di andata
| 14 settembre 1947 1ª giornata | Perugia | 2 – 0 | Siena |  |

| 21 settembre 1947 2ª giornata | Lecce | 5 – 1 | Siena |  |

| 28 settembre 1947 3ª giornata | Siena | 3 – 0 | Anconitana |  |

| 5 ottobre 1947 4ª giornata | Siena | 3 – 0 | Torrese |  |

| 12 ottobre 1947 5ª giornata | Scafatese | 2 – 1 | Siena |  |

| 19 ottobre 1947 6ª giornata | Siena | 1 – 1 | Pescara |  |

| 26 ottobre 1947 7ª giornata | Cosenza | 1 – 1 | Siena |  |

| 2 novembre 1947 8ª giornata | Siena | 1 – 0 | Empoli |  |

| 16 novembre 1947 9ª giornata | Arsenaltaranto | 2 – 1 | Siena |  |

| 23 novembre 1947 10ª giornata | Siena | 0 – 0 | Nocerina |  |

| 30 novembre 1947 11ª giornata | Siena | 0 – 0 | Pisa |  |

| 7 dicembre 1947 12ª giornata | Ternana | 0 – 0 | Siena |  |

| 21 dicembre 1947 13ª giornata | Siena | 1 – 0 | Siracusa |  |

| 28 dicembre 1947 14ª giornata | Siena | 1 – 1 | Palermo |  |

| 4 gennaio 1948 15ª giornata | Gubbio | 1 – 2 | Siena |  |

| 11 gennaio 1948 16ª giornata | Brindisi | 0 – 2 | Siena |  |

| 18 gennaio 1948 17ª giornata | Siena | 5 – 1 | Rieti |  |

#### Girone di ritorno
| 15 febbraio 1948 18ª giornata | Siena | 1 – 1 | Perugia |  |

| 22 febbraio 1948 19ª giornata | Siena | 1 – 1 | Lecce |  |

| 29 febbraio 1948 20ª giornata | Anconitana | 2 – 0 | Siena |  |

| 7 marzo 1948 21ª giornata | Torrese | 2 – 1 | Siena |  |

| 14 marzo 1948 22ª giornata | Siena | 1 – 0 | Scafatese |  |

| 21 marzo 1948 23ª giornata | Pescara | 2 – 1 | Siena |  |

| 28 marzo 1948 24ª giornata | Siena | 3 – 0 | Cosenza |  |

| 11 aprile 1948 25ª giornata | Empoli | 1 – 0 | Siena |  |

| 17 aprile 1948 26ª giornata | Siena | 0 – 0 | Arsenaltaranto |  |

| 25 aprile 1948 27ª giornata | Nocerina | 1 – 0 | Siena |  |

| 2 maggio 1948 28ª giornata | Pisa | 0 – 0 | Siena |  |

| 9 maggio 1948 29ª giornata | Siena | 5 – 2 | Ternana |  |

| 23 maggio 1948 30ª giornata | Siracusa | 0 – 1 | Siena |  |

| 30 maggio 1948 31ª giornata | Palermo | 2 – 1 | Siena |  |

| 6 giugno 1948 32ª giornata | Siena | 1 – 3 | Gubbio |  |

| 13 giugno 1948 33ª giornata | Siena | 6 – 0 | Brindisi |  |

| 20 giugno 1948 34ª giornata | Rieti | 1 – 2 | Siena |  |

## Statistiche

### Statistiche di squadra
| Competizione       | Punti | In casa | In casa | In casa | In casa | In casa | In casa | In trasferta | In trasferta | In trasferta | In trasferta | In trasferta | In trasferta | Totale | Totale | Totale | Totale | Totale | Totale | DR  |
| Competizione       | Punti | G       | V       | N       | P       | Gf      | Gs      | G            | V            | N            | P            | Gf           | Gs           | G      | V      | N      | P      | Gf     | Gs     | DR  |
| ------------------ | ----- | ------- | ------- | ------- | ------- | ------- | ------- | ------------ | ------------ | ------------ | ------------ | ------------ | ------------ | ------ | ------ | ------ | ------ | ------ | ------ | --- |
| Serie B - girone C | 36    | 17      | 9       | 7       | 1       | 33      | 10      | 17           | 4            | 3            | 10           | 14           | 24           | 34     | 13     | 10     | 11     | 47     | 34     | +13 |

### Statistiche dei giocatori
| Giocatore     | Serie B  | Serie B |
| Giocatore     | Presenze | Reti    |
| ------------- | -------- | ------- |
| F. Arienti    | 34       | 1       |
| A. Assirelli  | 23       | -26     |
| A. Bellucci   | 24       | 0       |
| R. Croci      | 32       | 1       |
| M. De Grassi  | 34       | 0       |
| N. Erbinovi   | 11       | -8      |
| E. Ferrario   | 15       | 3       |
| V. Ghirlanda  | 29       | 11      |
| L. Martelli   | 15       | 0       |
| M. Micheli    | 16       | 0       |
| A. Michelucci | 30       | 0       |
| O. Morgia     | 27       | 10      |
| L. Perugini   | 24       | 8       |
| G. Pucci      | 30       | 10      |
| N. Rapaccini  | 4        | 1       |
| M. Tremolada  | 26       | 0       |